# Мальдоніт
Мальдоніт (рос. мальдонит; англ. maldonite; нім. Maldonit m) — мінерал, інтерметалічна сполука золота і бісмуту координаційної будови.

## Загальний опис
Хімічна формула: Au2Bi.
Містить (%): Au — 65,36; Bi — 34,64.
Сингонія кубічна.
Вид гексоктаедричний.
Утворює крупнозернисті й тонкошаруваті агрегати (штучні кристали октаедричні).
Спайність ясна.
Густина 15,46.
Твердість 1,5-2.
Колір на свіжому зламі срібно-білий з рожевим відтінком, на несвіжій поверхні мідно-червона до чорної гра кольорів.
Блиск металічний. В аншліфах жовтувато-білий.
Ковкий, легко ріжеться.
Здатність відбиття висока.
Зустрічається з самородним золотом у ґрейзеноподібних зонах або в жилах у гранітах, а також із шеєлітом й апатитом. Дуже рідкісний.
Синонім — бісмутисте золото. За назвою родововища Мальдон (Австралія), R.Ulrich, 1869.